# Sistema de ligas de fútbol de Rusia
El sistema de ligas de fútbol de Rusia es organizado por la Unión del Fútbol de Rusia. Los clubes afiliados disputan anualmente los torneos en sus diferentes divisiones o categorías.
Los torneos establecen un mecanismo de ascensos y descensos mediante el cual los mejores equipos del campeonato de segundo nivel pueden ascender al primero o inmediatamente superior, habiendo relevo de clubes con los que ocupen los últimos lugares.

## Historia de las Ligas
| Temporadas    | D1   | D2  | D3        | D4  |
| ------------- | ---- | --- | --------- | --- |
| 1992—1993     | PFL  | PFL | PFL       |     |
| 1994—1997     | PFL  | PFL | PFL       | PFL |
| 1998—2001     | PFL  | PFL | PFL       | LFL |
| 2002—2010     | RFPL | PFL | PFL       | LFL |
| 2011—2012     | RFPL | FNL | DFT - RFU | LFL |
| 2013—Presente | RFPL | FNL | PFL       | LFL |

## Sistema de ligas
| Nivel | Liga/División                              | Liga/División                              | Liga/División                              | Liga/División                              | Liga/División                              | Liga/División                              | Liga/División                              | Liga/División                              | Liga/División                              | Liga/División                              |
| ----- | ------------------------------------------ | ------------------------------------------ | ------------------------------------------ | ------------------------------------------ | ------------------------------------------ | ------------------------------------------ | ------------------------------------------ | ------------------------------------------ | ------------------------------------------ | ------------------------------------------ |
| 1a    | Liga Premier de Rusia 16 clubes            | Liga Premier de Rusia 16 clubes            | Liga Premier de Rusia 16 clubes            | Liga Premier de Rusia 16 clubes            | Liga Premier de Rusia 16 clubes            | Liga Premier de Rusia 16 clubes            | Liga Premier de Rusia 16 clubes            | Liga Premier de Rusia 16 clubes            | Liga Premier de Rusia 16 clubes            | Liga Premier de Rusia 16 clubes            |
| 2a    | Liga Nacional de Fútbol de Rusia 18 clubes | Liga Nacional de Fútbol de Rusia 18 clubes | Liga Nacional de Fútbol de Rusia 18 clubes | Liga Nacional de Fútbol de Rusia 18 clubes | Liga Nacional de Fútbol de Rusia 18 clubes | Liga Nacional de Fútbol de Rusia 18 clubes | Liga Nacional de Fútbol de Rusia 18 clubes | Liga Nacional de Fútbol de Rusia 18 clubes | Liga Nacional de Fútbol de Rusia 18 clubes | Liga Nacional de Fútbol de Rusia 18 clubes |
| 3a    | Segunda División de Rusia                  | Segunda División de Rusia                  | Segunda División de Rusia                  | Segunda División de Rusia                  | Segunda División de Rusia                  | Segunda División de Rusia                  | Segunda División de Rusia                  | Segunda División de Rusia                  | Segunda División de Rusia                  | Segunda División de Rusia                  |
| 3a    | Grupo 1 14 clubes                          | Grupo 2 22 clubes                          | Grupo 3 24 clubes                          | Grupo 4 12 clubes                          |                                            |                                            |                                            |                                            |                                            |                                            |
| 4a    | Liga de Fútbol Amateur de Rusia            | Liga de Fútbol Amateur de Rusia            | Liga de Fútbol Amateur de Rusia            | Liga de Fútbol Amateur de Rusia            | Liga de Fútbol Amateur de Rusia            | Liga de Fútbol Amateur de Rusia            | Liga de Fútbol Amateur de Rusia            | Liga de Fútbol Amateur de Rusia            | Liga de Fútbol Amateur de Rusia            | Liga de Fútbol Amateur de Rusia            |
| 4a    | Noroeste                                   | Anillo de Oro                              | Centro (Moscú)                             | Centro (Oblast de Moscú)                   | Sur                                        | Chernozemye                                | Urales y Siberia Occidental                | Privolzhye                                 | Lejano Oriente                             | Siberia                                    |